# Mediastinum

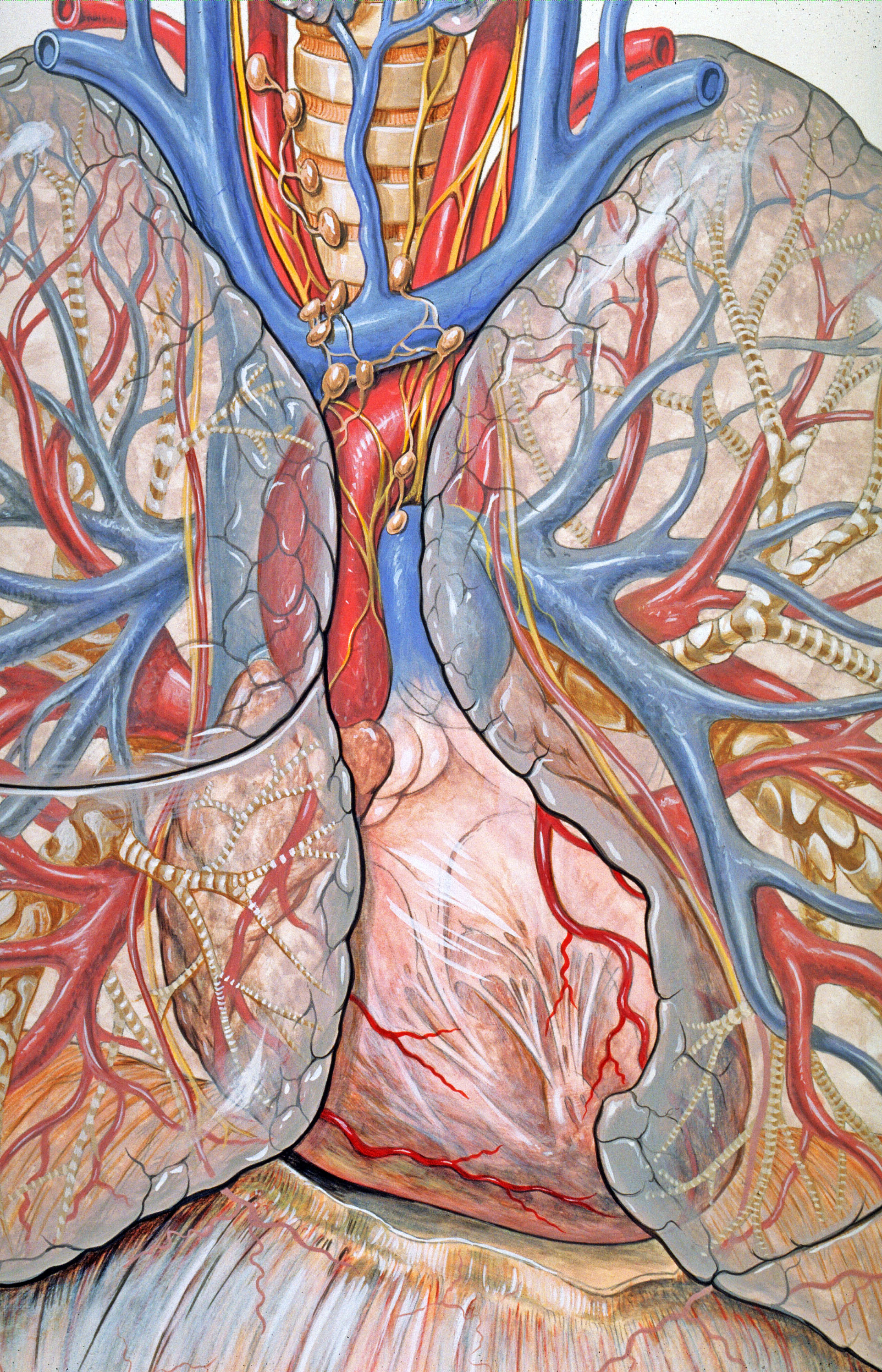
De organen in het mediastinum

Donkerrood: mediastinum, roze: longen, lichtblauw: pleura

Het mediastinum is de ruimte tussen de beide pleuraholten in, die ventraal begrensd wordt door het borstbeen en dorsaal door de wervelkolom. 
In het mediastinum bevinden zich onder andere het hart, de luchtpijp, de slokdarm, de aorta, een aantal grote bloedvaten, een groot aantal zenuwen, de thymus en vele lymfeklieren. 
Door de nabijheid van deze belangrijke organen hebben ziekteprocessen zoals ontstekingen of groei van kwaadaardige cellen (kanker) in het mediastinum vaak zeer ernstige gevolgen.